# Conventie van Den Haag (1790)
In de Conventie van Den Haag op 10 september 1790 legden vertegenwoordigers van keizer Leopold II, Pruisen, Groot-Brittannië en de Verenigde Provinciën de voorwaarden vast voor het herstel van het keizerlijk gezag over de Zuidelijke Nederlanden.
Na de Brabantse en Luikse revoluties in 1789 hadden de Zuidelijke Nederlanden naar het voorbeeld van de Verenigde Staten van Amerika op 11 januari 1790 de republiek van de Verenigde Nederlandse Staten gevormd.  Deze werd gesteund door Pruisen tegen de Habsburgse monarchie.  Bij de Conventie van Reichenbach van 27 juli 1790 had Pruisen al toegezegd deze steun in te trekken.
In Den Haag werd de herovering van de Zuid-Nederlandse republiek concreet afgesproken, op voorwaarde dat vrijwel alle hervormingen van keizer Jozef II op kerkelijk, bestuurlijk en gerechtelijk gebied zouden worden ingetrokken.
Voor de grootmachten moest de militaire herbezetting van de Zuidelijke Nederlanden er de Franse revolutionairen van weerhouden een greep te doen naar het meest nabije buurland.  Het fnuiken van de Brabantse en Luikse revoluties had evenwel ook tot gevolg dat het niet meer rustig werd in de Belgische gewesten.